# Pieve di San Nicola a Padule
La pieve di San Nicola a Padule era un edificio religioso situato nel territorio comunale di Massa Marittima. La sua ubicazione era nella zona del Padule, a valle della frazione di Prata.

## Storia e descrizione
Di origini medievali, la chiesa risulta già esistere nel 1070, anno in cui apparteneva ai monaci dell'Abbazia di San Bartolomeo a Sestinga. In seguito, la chiesa viene ricordata in una bolla papale datata 1188, in cui risultava compresa nei confini pastorali della diocesi di Grosseto. Nelle epoche successive il luogo di culto compare come pieve autonoma nelle Rationes Decimarum del tardo Duecento e degli inizi del Trecento. Quasi sicuramente la chiesa venne definitivamente abbandonata tra il tardo Medioevo ed il primo periodo rinascimentale.
Della pieve di San Nicola a Padule sono state perdute completamente le tracce, pur essendo identificabile con approssimazione l'area in cui sorgeva grazie a quanto scritto nei documenti storici: la sua collocazione era infatti nei dintorni di Prata.